# 재화

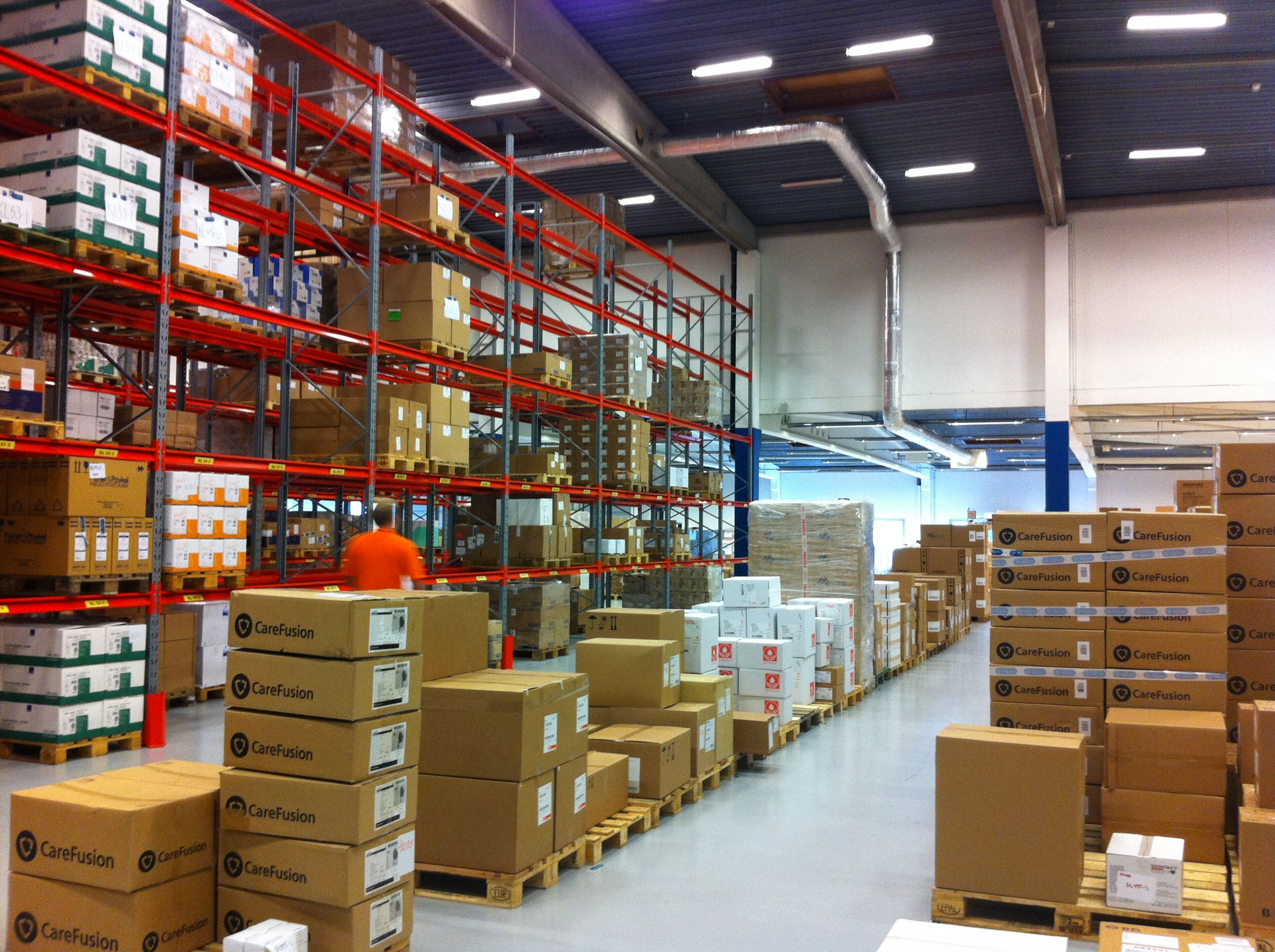
창고에 쌓인 유형이 있는 재화

경제학에서의 재화의 종류.

재화(財貨, 영어: goods)는 경제학에서 사용 또는 소비 등을 통해 사람(소비자)들의 효용을 증가시킬 수 있는 형태를 가진 모든 것을 의미한다. 물리적인 실체는 있으나 눈에 보이지 않는 공기나 전기와 같은 것도 포함되는 개념이며, 운송이나 대중교통이용 같은 서비스와는 다른 개념이다.
사람들에게 유용하지만 수요에 비해 희소하여 그것을 얻기 위해 인간의 노력이 필요한 경우 상품은 "경제적 상품"이다. 대조적으로, 공기와 같은 자유재는 자연적으로 풍부한 공급량을 갖고 있으며 이를 얻기 위해 의식적인 노력이 필요하지 않다. 개인 물품은 텔레비전, 거실 가구, 지갑, 휴대폰, 식품과 관련되지 않은 일상적으로 소유하거나 사용하는 거의 모든 것 등 사람이 소유하는 물건이다.
소비재 또는 "최종 상품"은 다른 상품의 생산에 사용되지 않고 궁극적으로 소비되는 품목이다. 예를 들어, 소비자에게 판매되는 전자레인지나 자전거 등은 최종재 또는 소비재이지만, 해당 상품에 사용하기 위해 판매되는 부품은 중간재이다. 예를 들어, 직물이나 트랜지스터를 사용하여 추가 제품을 만들 수 있다.
상업용 상품은 상업 산업에서 사용하기 위해 제조된 후 공급이 가능한 유형의 제품으로 해석된다. 상업용 상품은 트랙터, 상업용 차량, 이동식 구조물, 비행기, 심지어 지붕 자재일 수도 있다. 카테고리로서의 상업용 및 개인용 상품은 매우 광범위하며 집에서 깨어난 시간부터 직장에 출근하는 시간, 직장에 도착하는 시간까지 사람이 보는 거의 모든 것을 포괄한다.
상품은 경제재의 동의어로 사용될 수 있지만 종종 시장성 있는 원자재 및 1차 제품을 지칭한다.
공통재는 유형이 있지만(tangible) 정보와 같은 특정 종류의 재화는 무형의 형태만 취한다. 예를 들어, 사과는 유형의 물건인 반면, 뉴스는 무형의 상품에 속하며 프린터나 텔레비전과 같은 도구를 통해서만 인지될 수 있다.

## 법학
민법학에서, 재화와 금전의 교환을 매매라 하고, 재화와 재화의 교환을 교환이라고 하여 양자를 구별한다.

## 같이 보기
- 소비재
- 서비스 (용역)
- 비재화
- 상업화
- 무형자산
- 재산권